# Шассерио, Теодор
Теодор Шассерио (фр. Théodore Chassériau; 20 сентября 1819, Санто-Доминго — 8 октября 1856, Париж) — живописец, рисовальщик и гравёр в технике офорта французского романтизма и ориентализма.

## Биография
Теодор, сын Бенуа Шассерио, провёл свои ранние годы на острове Санто-Доминго. Его воспитывала мать Мари-Мадлен Куре де ла Блакьер, дочь землевладельца-мулата, родившегося в Санто-Доминго (ныне Гаити). Мальчик рос без отца, бывшего министра внутренних дел Симона Боливара, вероятно, секретного агента в Венесуэле. Его отец оставил ответственность за семью своему старшему сыну Фредерику-Виктору-Шарлю Шассерио, который в 1822 году привёз своих братьев и сестёр в Париж.
В 1830 году, в возрасте одиннадцати лет, Теодор, рано обнаруживший способности к рисованию и живописи, был принят в студию Жана Огюстa Доминикa Энгра и стал его любимым учеником. Согласно рассказу, который может быть апокрифическим, Энгр заявил: «Приходите, господа, придите и посмотрите, этот ребёнок будет Наполеоном живописи».
Назначенный в 1835 году директором Французской академии в Риме на вилле Медичи, Энгр предложил своему ученику последовать за ним в Рим, но Шассерио отклонил это предложение из-за нехватки денег. После того, как Энгр покинул Париж, Шассерио попал под влияние необычной для того времени живописи Эжена Делакруа. Шассерио впервые показал свои картины в Парижском салоне 1836 года и был награждён медалью за третье место в категории исторической живописи.
В 1840 году Шассерио отправился в Рим и встретился с Энгром, однако направление, в котором развивалось творчество его ученика, привело к решительному разрыву. Находясь в Италии, Шассерио делал пейзажные зарисовки, изучал фрески и картины эпохи Возрождения.
Вначале Шассерио писал картины на классические и религиозные сюжеты, заботясь главным образом о правильности рисунка и внешней красоте изображений, но потом примкнул к группе романтиков и стал подражать экспрессивной манере Эжена Делакруа. В этом направлении он особенно успешно трудился после своей поездки на Восток.  По приглашению халифа Константины Али Бен-Хамета в 1846 году он отправился в Алжир. Написанные им сцены сражений арабских всадников и жизни женщин в Алжире показывают его знания местных обычаев, мастерство в передаче движения и чувство цвета.
Индивидуальный стиль Шассерио сочетает уроки двух его учителей: Энгра и Делакруа. Однако в это необычное соединение он привнёс собственный темперамент.

 «Примесь креольской крови сообщила его натуре склонность к мечтательной экзальтации и причудливую изысканность вкусов. Попав под влияние Э. Делакруа, особенно после путешествия в Тунис, Алжир и Марокко, Шассерио стал писать загадочные картины на мавританские темы с сумрачно-мерцающим колоритом. Выполненные им декоративные росписи предвещают французский символизм, недаром они оказали такое сильное влияние на творчество Г. Моро и П. Пюви де Шаванна» .
Помимо живописи Шассерио создал также циклы офортов на сюжеты шекспировских пьес «Отелло» (15 листов) и «Гамлет» (30 листов).
3 мая 1849 года Шассерио получил Орден Почётного легиона. После периода ухудшения здоровья, усугублённого изнурительной работой над заказами на росписи церквей Сен-Рош и Сен-Филипп-дю-Руль, Шассерио скончался в возрасте тридцати семи лет в 1856 году в своем доме на улице Флетье, 2 в Париже и был похоронен на кладбище Монмартр (32-й отдел) вместе со своей семьей, включая брата Фредерика (1807—1881), государственного советника, и его младшего двоюродного брата Артюра Шассерио (1851—1934).
Теофиль Готье опубликовал свою надгробную речь в газете L’Artiste: «Шассерио умер в тридцать семь лет, как и Рафаэль, в полноте жизни и таланта… Он знал и мог. Начиная с Энгра, перейдя Делакруа как бы для раскрашивания своего чистого рисунка, он уже давно сам стал мастером».

## Наследие
В Париже существует «Общество друзей Теодора Шассерио» (Association des Amis de Théodore Chassériau).
Старший брат художника, Фредерик-Виктор-Шарль Шассерио, передал в дар Музею города Парижа рисунки купели для церкви Сен-Рош и эскизы росписи церкви Сен-Филипп-дю-Руль. Произведения Шассерио стали предметом жертвований национальным музеям. В 1936 году двоюродный брат художника, барон Артюр Шассерио, завещал национальным музеям работы Шассерио, которые он собирал всю жизнь, а именно 74 картины и около 2200 рисунков. Эти произведения ныне хранятся в Лувре, в музее Орсе, в музее Сент-Круа в Пуатье и в различных провинциальных музеях.
Кроме того, картины и рисунки Шассерио хранятся во многих крупнейших музеях мира.
В 2002 году, в Гран-Пале в Париже прошла большая ретроспективная выставка «Теодор Шассерио (1819—1856): Другой романтизм», которая затем была перевезена в Метрополитен-музей в Нью-Йорке и в Музей изящных искусств города Страсбурга. Последняя крупная ретроспектива произведений Шассерио проходила в 2017 году в Национальном музее западного искусства в Токио на тему «Теодор Шассерио: экзотические духи».

## Галерея

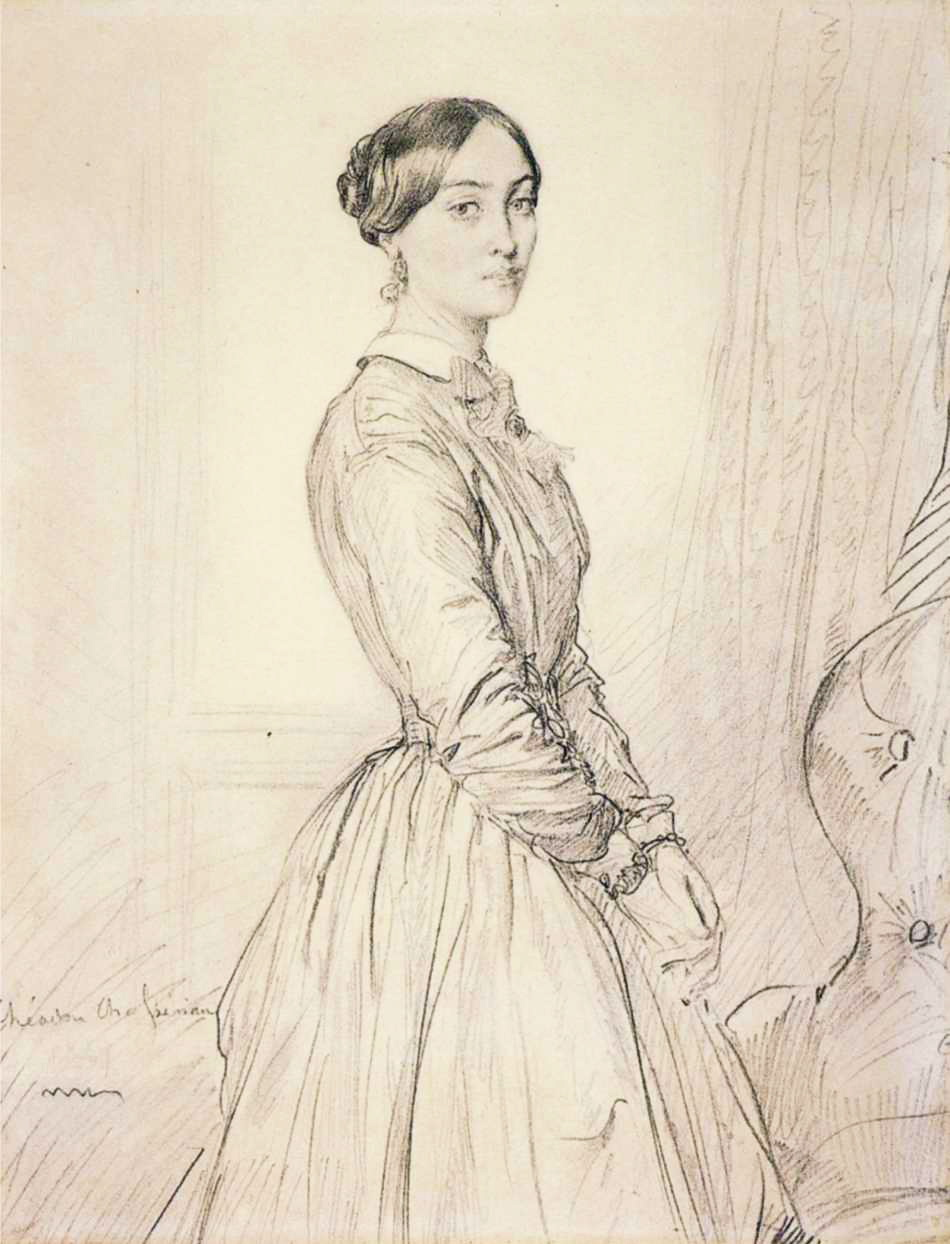
Портрет мадам Борг де Бальзан. 1847. Бумага, карандаш. Музей искусств Филадельфии, США
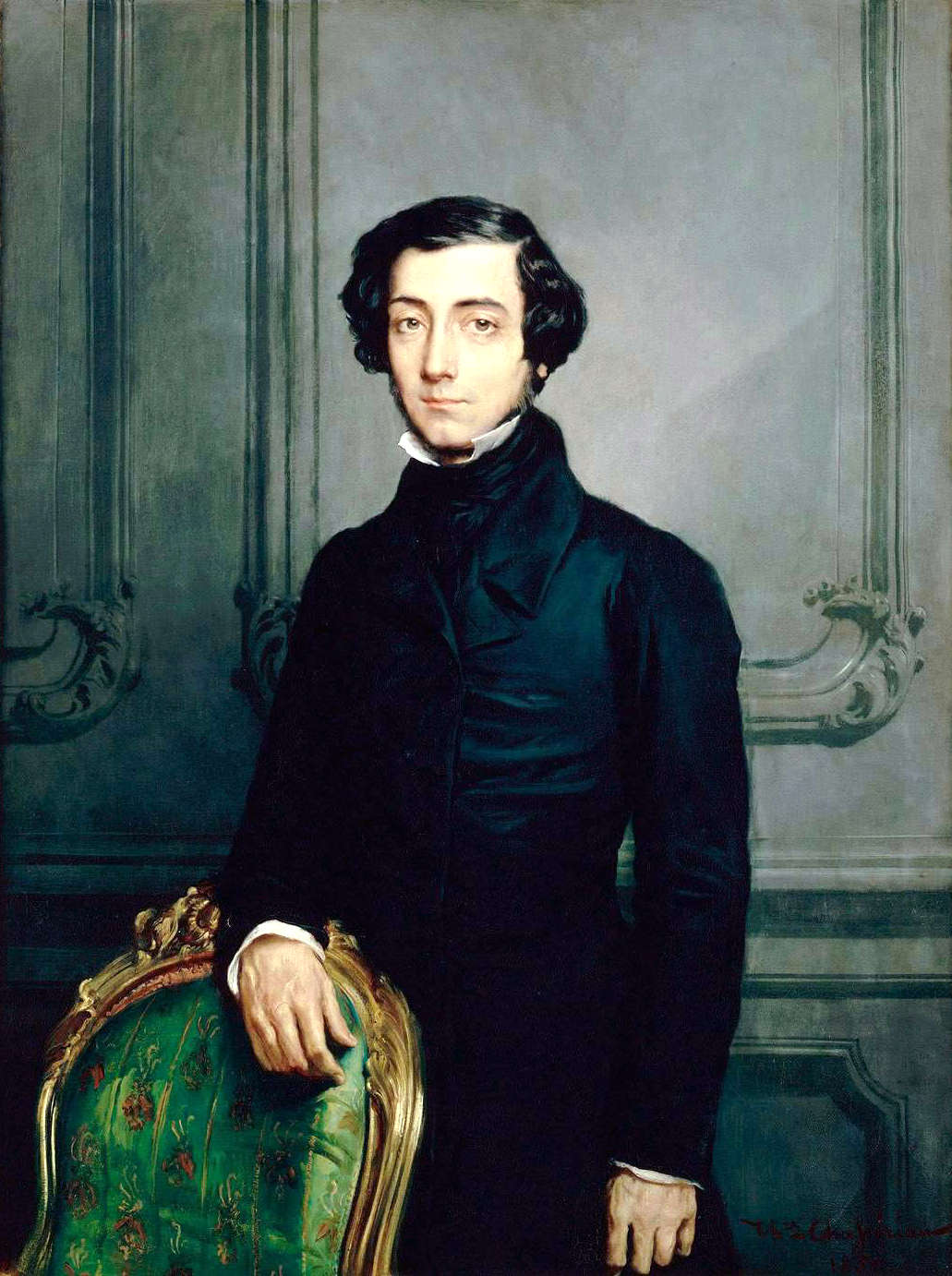
Портрет Алексиса де Токвиля. 1850. Холст, масло. Версаль
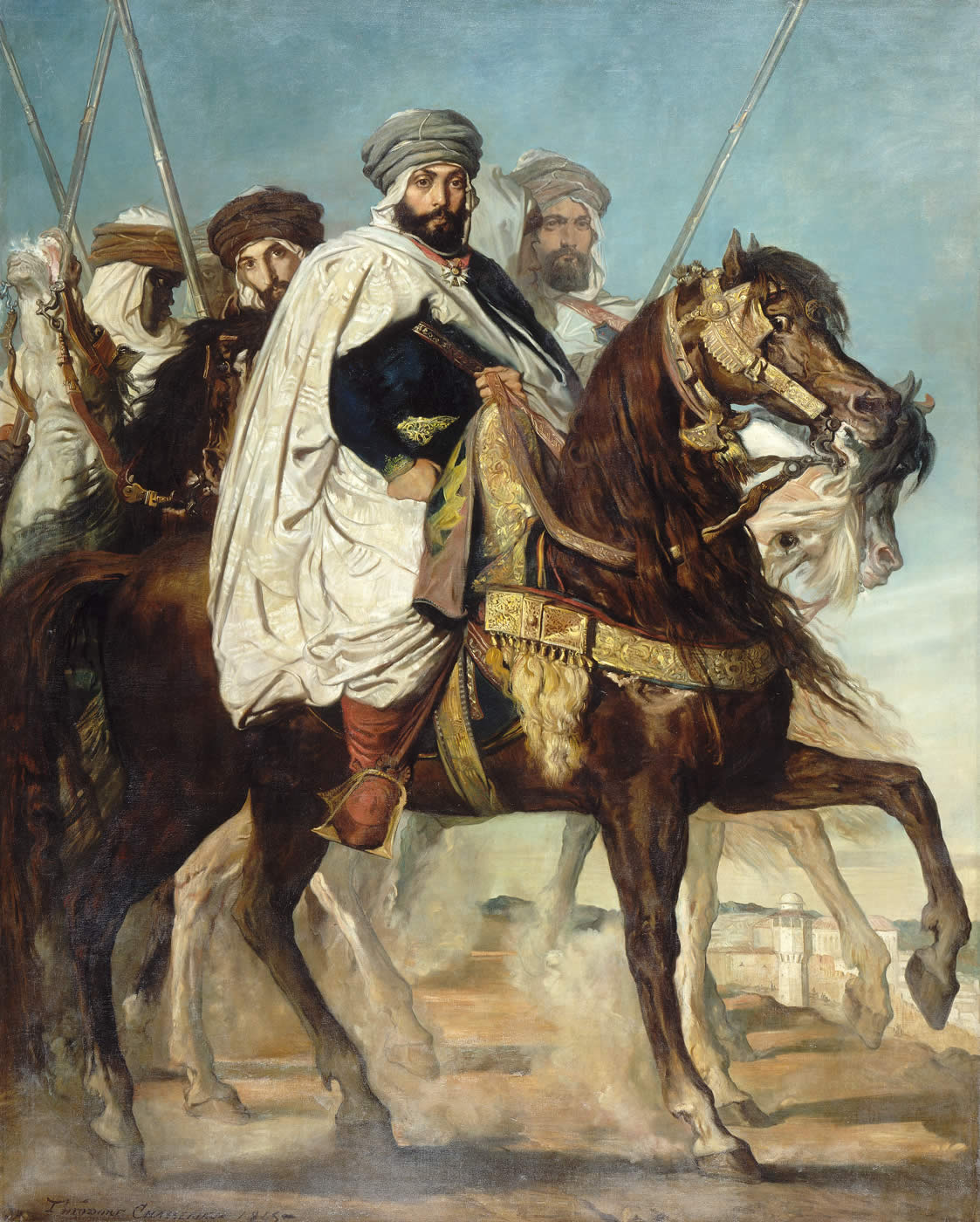
Али Бен-Хамет, калиф Константины из Характаса, в сопровождении своего эскорта. 1845. Холст, масло. Версаль
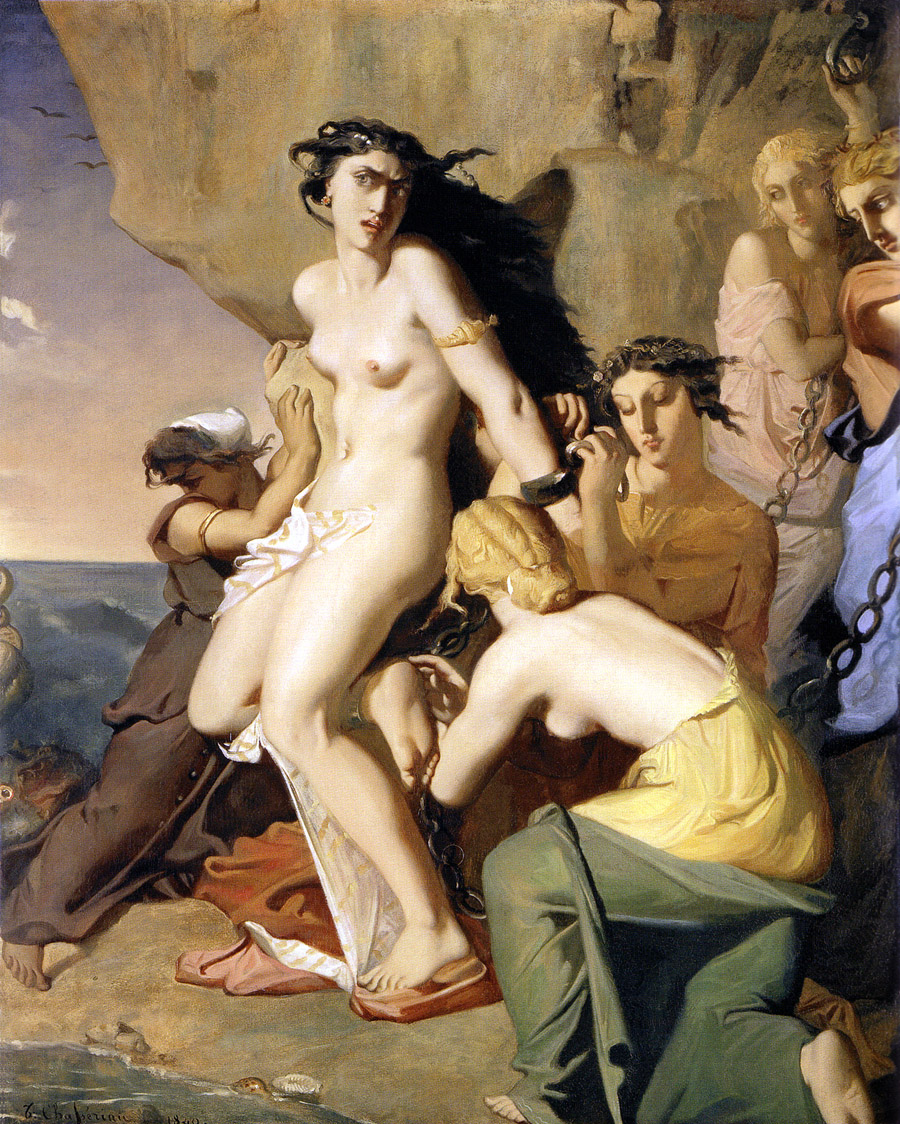
Андромеда, приковываемая к скале нереидами. 1840. Холст, масло. Лувр, Париж
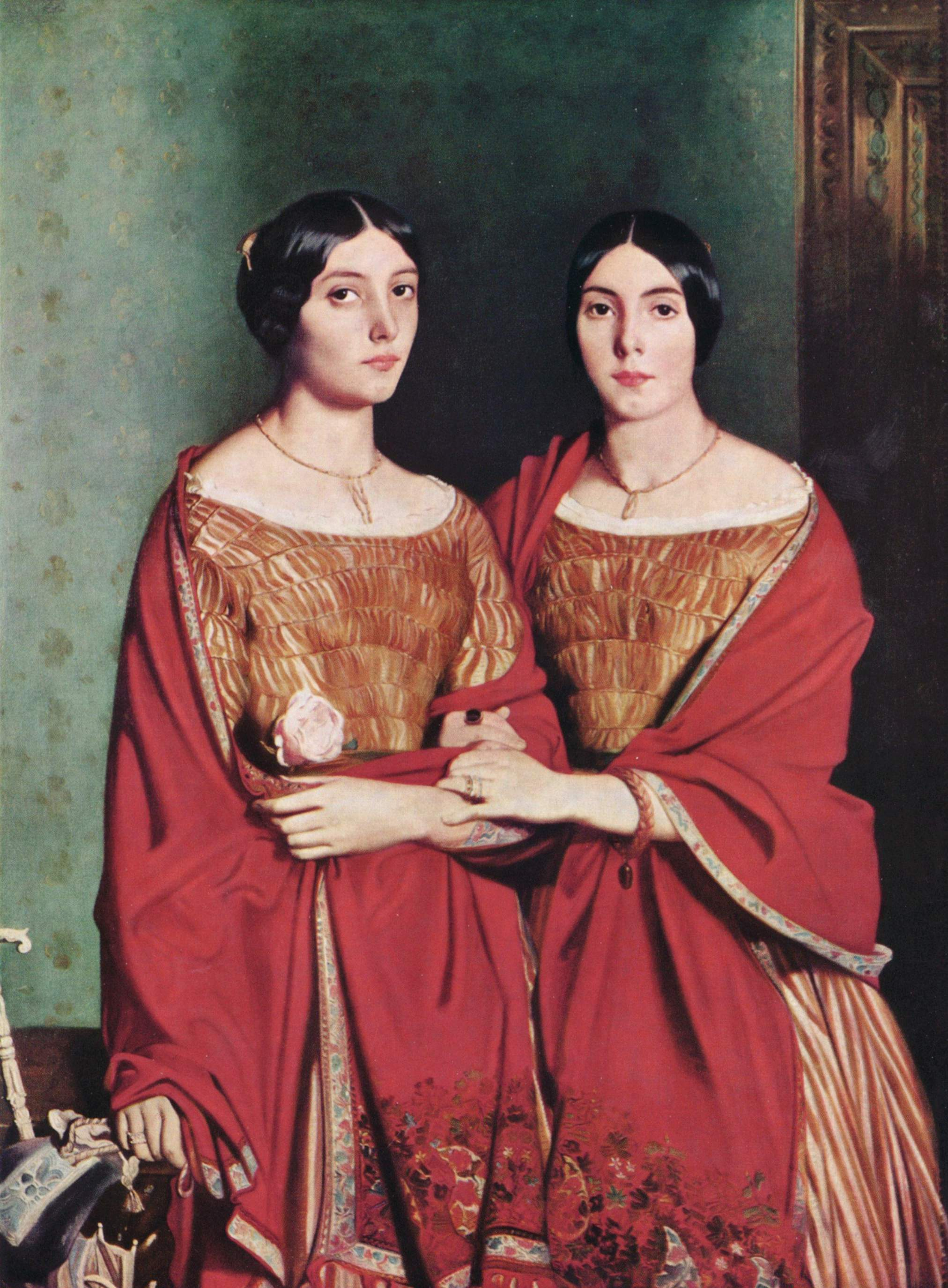
Две сестры. 1843. Холст, масло. Лувр, Париж
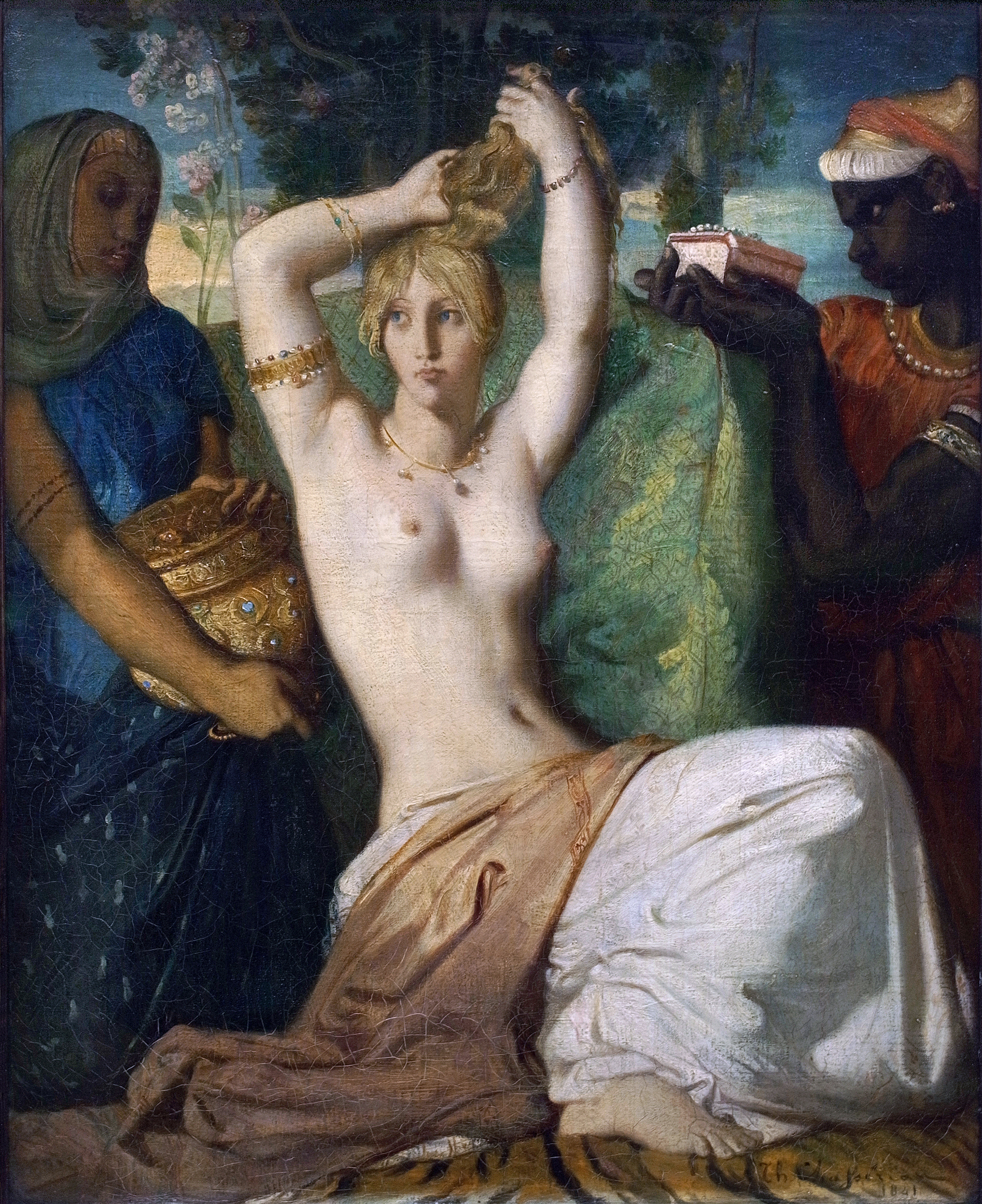
Туалет Эсфири. 1841. Холст, масло. Лувр, Париж
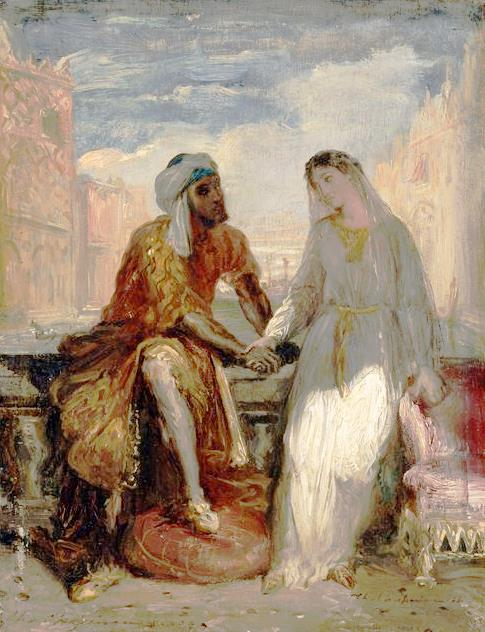
Oтелло и Дездемона в Венеции. 1849. Дерево, масло. Лувр, Париж
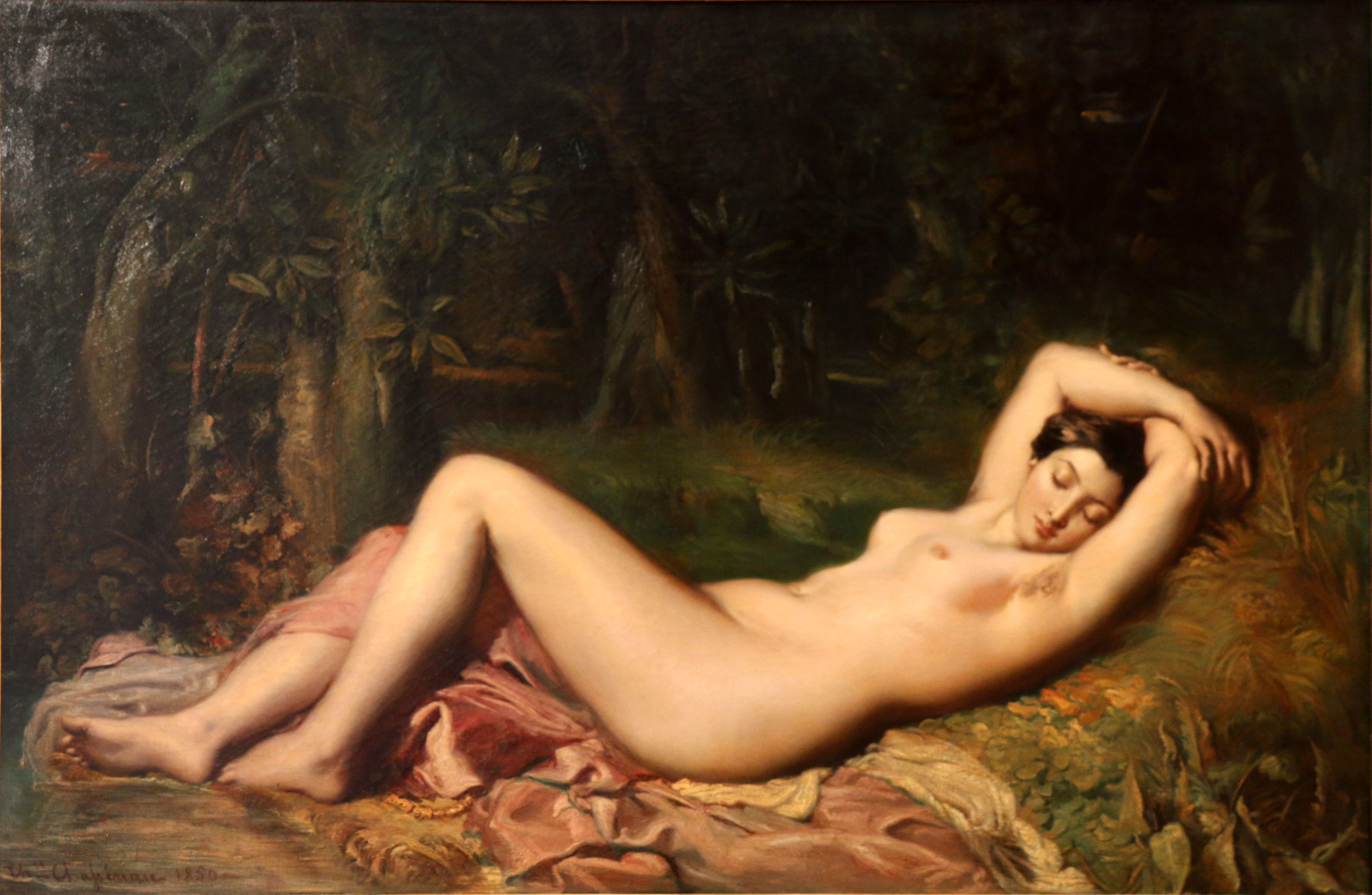
Спящая нимфа у источника. 1850. Холст, масло. Музей Кальве, Авиньон
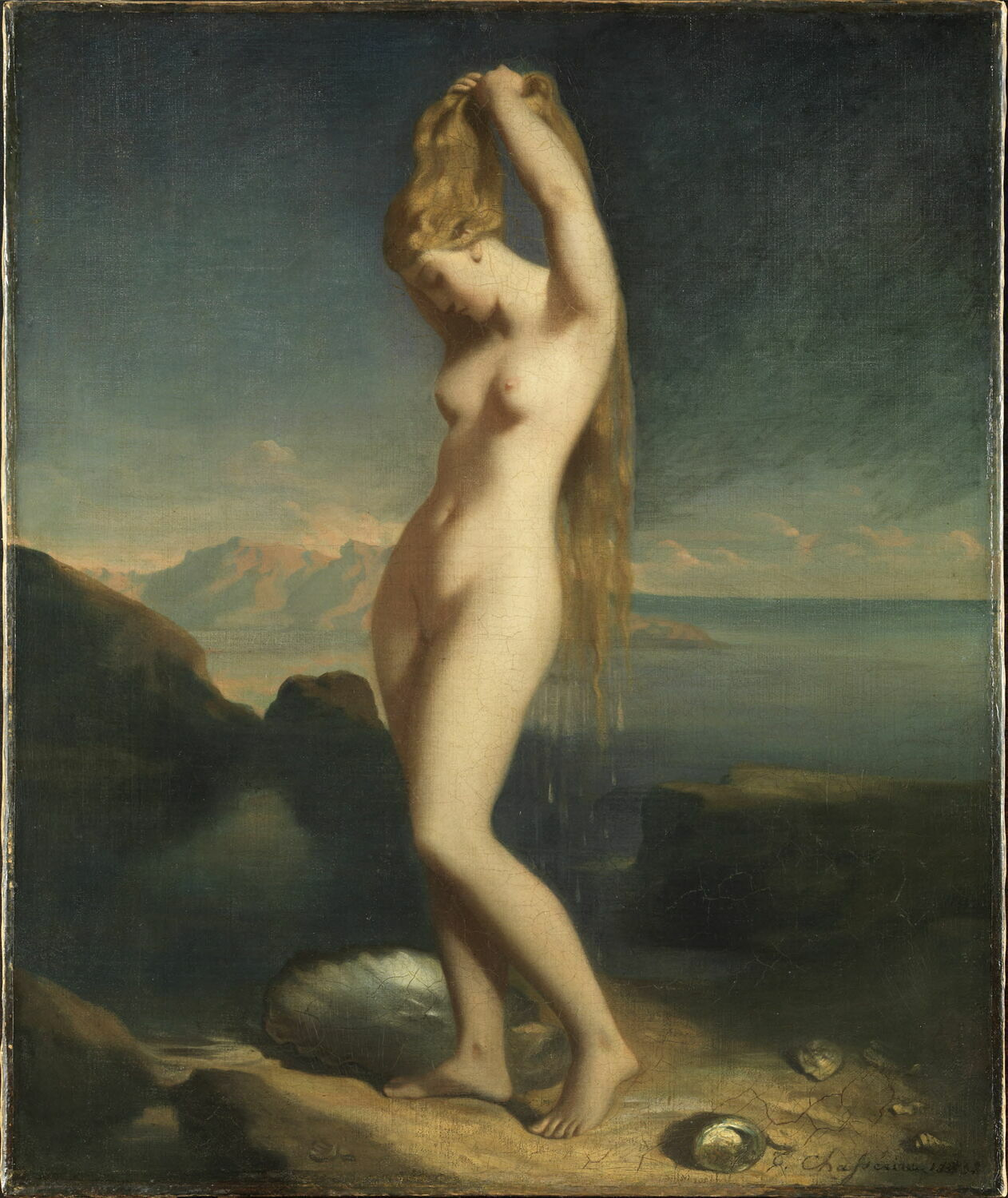
Венера Анадиомена. 1838. Холст, масло. Лувр, Париж
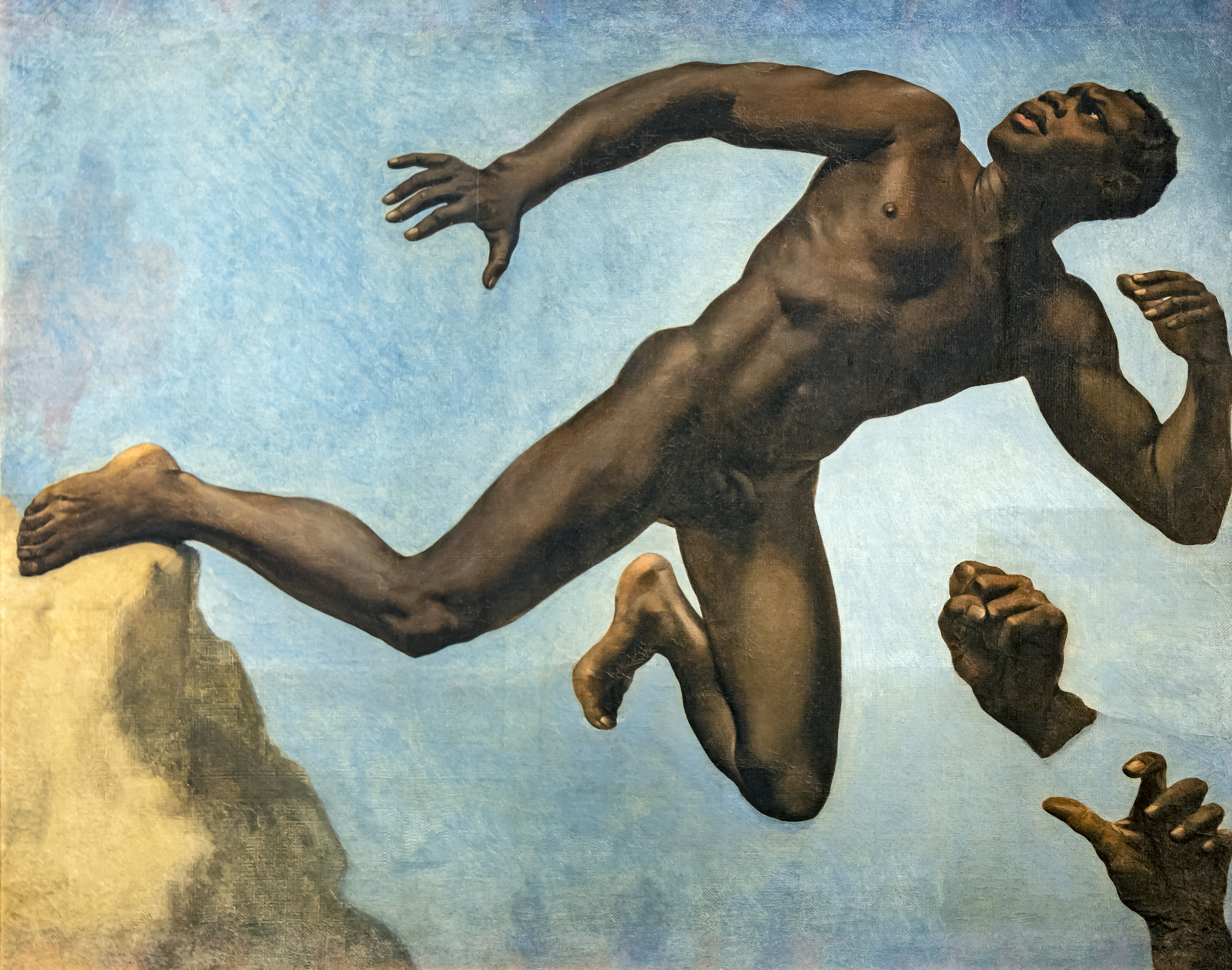
Анатомический этюд негра, заказанный Энгром для неосуществленной картины. 1839. Холст, масло. Музей Энгра, Монтобан
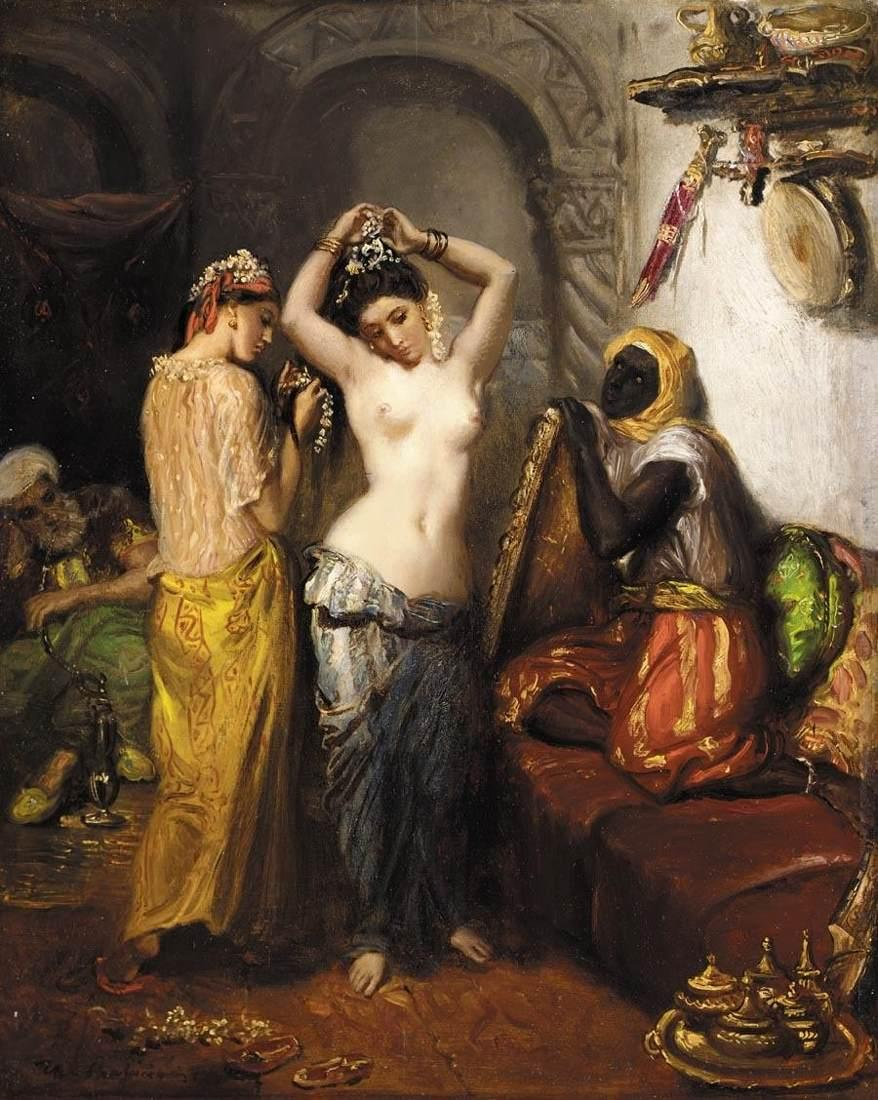
Восточный интерьер: Обнажённая в гареме. Между 1850 и 1852. Дерево, масло. Частное собрание
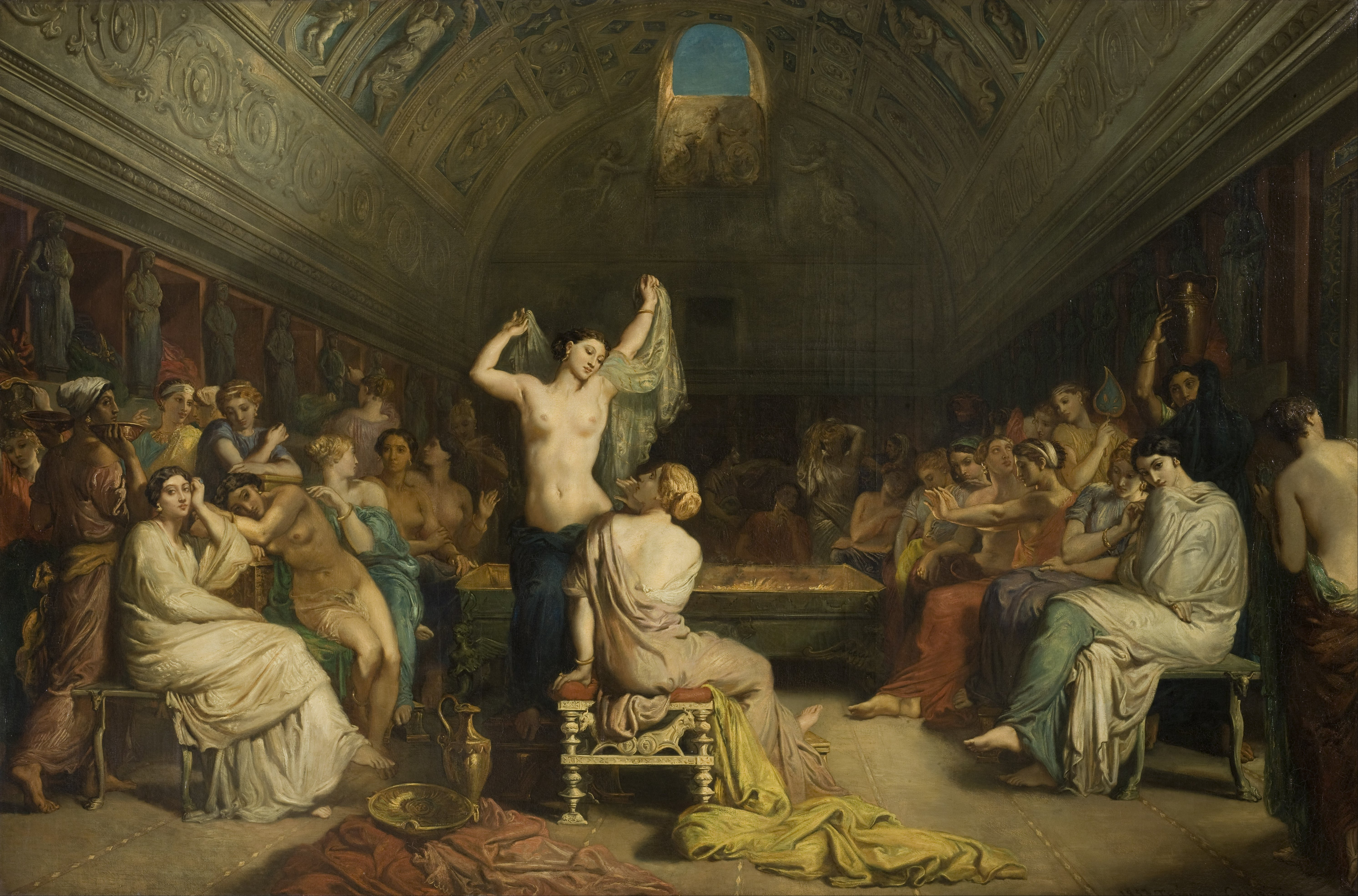
Tепидарий. 1853. Холст, масло. Музей Орсе, Париж